# 渡辺明乃
渡辺 明乃（わたなべ あけの、1982年11月18日 - ）は、日本の女性声優。千葉県船橋市出身。大沢事務所所属。

## 略歴
小さい頃から声優になりたかったという。それで劇団日本児童所属の子役で、舞台、映像の仕事をしていたが、『幽☆遊☆白書』にて緒方恵美が演じた蔵馬に憧れて声優に転向。日本芸術高等学園卒業と同時に大沢事務所に移籍。声優としてのデビューは2001年の『あぃまぃみぃ!ストロベリー・エッグ』のヒロイン・樟葉楓子役。以降はアニメとゲームを中心に洋画の吹き替えなどでも精力的に活動。
ヘヴィメタルバンド「ちびらり」のボーカルを2002年以降務めている。

## 人物
自らを「僕（あるいは「俺」）」と呼ぶボクっ娘である。『Project BLUE 地球SOS』のアフレコ現場でも「僕」を使っていたため、共演の小川真司からは「役（ビリーという少年の役）に入り込んでいるなぁ」と思われた。
趣味は物語作り、作詞。

## 出演
太字はメインキャラクター。

### テレビアニメ
2001年
- あぃまぃみぃ!ストロベリー・エッグ（樟葉楓子）
- グラップラー刃牙（少年時代のグスタフ）
- バビル2世（アイラ）
- ヒカルの碁（2001年 - 2002年、少年、テレビの声、女の子、川萩中副将、生徒 他）
- HELLSING（ジェシカ）
- 名探偵コナン（2001年 - 2021年、草野薫、有元懇治の連れ、半藤留美、飯盛薫、矢島弥生、堀内史華、神明奈々子）

2002年
- ヴァイスクロイツ グリーエン（女子生徒）
- Witch Hunter ROBIN（瀬名ロビン）
- ヒートガイジェイ（ジャニス、幼いクレア）
- ふぉうちゅんドッグす（ボビー、シバタ）
- 陸上防衛隊まおちゃん（竜エイリアン）

2003年
- 藍より青し〜縁〜（お姉さん）
- 一騎当千（2003年 - 2010年、呂布奉先、看護婦） - 3シリーズ
- E'S OTHERWISE（神露＝ヴェルベディア、サラ）
- L/R -Licensed by Royal-（シオン）
- GAD GUARD（友人）
- カレイドスター（2003年 - 2004年、アンナ・ハート） - 2シリーズ
- ガンパレード・マーチ 〜新たなる行軍歌〜（友人B）
- さいころボット コンボック（天宮伊音）
- 十二国記（宿の女）
- 神魂合体ゴーダンナー!!（2003年 - 2004年、コナミ） - 2シリーズ
- ストラトス・フォー（ST・オペレーターC、OL）
- ダイバージェンス・イヴ（ユン中尉、オペレーター）
- 探偵学園Q（加賀美麗）
- DEAR BOYS（女生徒）
- 魔法遣いに大切なこと（アンジェラ・シャロン・ブルックス）
- まぶらほ（杜崎沙弓、少年和樹）
- ヤミと帽子と本の旅人（くノ一・朱雀）

2004年
- 陰陽大戦記（2004年 - 2005年、雷火のフサノシン、ヤヨイ、ガシン、トラジ 他）
- 北へ。〜Diamond Dust Drops〜（原田明理）
- ギャラクシーエンジェル第4期（蘭花の母）
- KURAU Phantom Memory（未香）
- ケロロ軍曹（タルル→タルル上等兵）
- 蒼穹のファフナー（アルベルヒドスタッフ）
- NARUTO -ナルト-（多由也）
- 爆裂天使（ジョウ）
- 花右京メイド隊 La Verite（早苗八島）
- ふたりはプリキュア（柏田真由）
- マリア様がみてる（小山田みゆき、野島部長）
- みさきクロニクル〜ダイバージェンス・イヴ〜（コムリー・ロードブラッド、ユン中尉、女子生徒、オペレーター）
- 妄想代理人（バニー）
- ロックマンエグゼStream（2004年 - 2005年、スラー）

2005年
- IGPX（リズ・リカーロ）
- あまえないでよっ!!（2005年 - 2006年、天川春佳） - 2シリーズ
- ARIA シリーズ（2005年 - 2008年、アルバート・ピット、まぁ社長） - 3シリーズ
- 韋駄天翔（山登翔）
- 奥さまは魔法少女（ブルガ）
- かみちゅ!（弁天様）
- ガンパレード・オーケストラ（結城火焔）
- クレヨンしんちゃん（2005年 - 2022年、アンジェリカ、AIロボ、ワタシガー）
- 極上生徒会（峰岸真弓）
- スターシップ・オペレーターズ（氷坂アレイ）
- ディノブレイカー（パフィ・エンジェル）
- Paradise Kiss（日笠）
- ブラック・ジャック（リサ、女生徒）
- ポケットモンスター アドバンスジェネレーション（ジャンプ）
- 魔法先生ネギま!（2005年 - 2007年、絡繰茶々丸） - 2シリーズ
- まほらば〜Heartful days（松葉五月 / さっちゃん）

2006年
- あさっての方向。（網野透子）
- ウィッチブレイド（あさぎ）
- うたわれるもの（ドリィ、グラァ、ハウエンクア）
- うっかりペネロペ（2006年 - 2013年、アラジン、幼稚園の保母さん） - 3シリーズ
- 鍵姫物語 永久アリス輪舞曲（須羽アスカ）
- 銀魂（2006年 - 2018年、陸奥） - 4シリーズ
- コードギアス 反逆のルルーシュ（2006年 - 2008年、ヴィレッタ・ヌゥ、枢木スザク〈少年時代〉、アリシア・ローマイヤ、女子） - 2シリーズ
- ザ・サード 〜蒼い瞳の少女〜（グレイヴ・ストーン）
- 地獄少女（耕吉、雪村久美子） - 2シリーズ
- 灼眼のシャナ（2006年 - 2012年、“夢幻の冠帯”ティアマトー） - 3シリーズ
- 新星輝デュエル・マスターズ フラッシュ（九守レイ）
- スーパーロボット大戦OG -ディバイン・ウォーズ-（アイビス・ダグラス）
- ゼーガペイン（メイイェン、トミガイ）
- 009-1（009-4）
- それいけ!アンパンマン（ほたる王子〈2代目〉、しいたけくん〈3代目〉）
- タクティカルロア（フロート）
- NIGHT HEAD GENESIS（双海翔子、霧原直人〈子供時代〉）
- パンプキン・シザーズ（エリス・ラーヴィンス）
- 姫様ご用心（レポーター）
- プリンセス・プリンセス（坂本冬姫）
- project BLUE 地球SOS（ビリー・キムラ）
- MÄR-メルヘヴン-（パウゼ）
- ワンワンセレプー それゆけ!徹之進（キャンディ）

2007年
- アイドルマスター XENOGLOSSIA（春香の弟、はこべ 他）
- ウエルベールの物語 〜Sisters of Wellber〜（ミスティ）
- 風のスティグマ（八神和麻〈子供時代〉、倉橋和泉）
- 機神大戦ギガンティック・フォーミュラ（アマル・アルバンナ）
- キスダム -ENGAGE planet-（イエラ 巴門、ヴァラール）
- CLAYMORE（ベロニカ、タバサ）
- 月面兎兵器ミーナ（ハルミナ・ゴールドバーグ、霜月ミーナ）
- 神曲奏界ポリフォニカ（マウラ・エレイン）
- 人造昆虫カブトボーグ V×V（茨木エイジ）
- スカルマン（看護師）
- DEATH NOTE（ハル・リドナー、アナウンサーA）
- 桃華月憚（つばめ、守東清春〈幼少時〉）
- ナイトウィザード The ANIMATION（キリヒト）
- ながされて藍蘭島（とんかつ、みこと、もんじろー）
- はぴはぴクローバー（ハル）
- ハヤテのごとく!（イツキ）
- ふしぎ星の☆ふたご姫 Gyu!（フィンゴ）
- BLUE DROP 〜天使達の戯曲〜（川嶋朱音）
- メイプルストーリー（アカネン、ププギ、ストンプラピット、かかし、戦士族の生徒、Jr.イエティ 他）

2008年
- RD 潜脳調査室（神子元サヤカ）
- しゅごキャラ!（長倉拓哉、ゼロ）
- 絶対可憐チルドレン（黒巻節子）
- ソウルイーター（リズ・トンプソン）
- To LOVEる -とらぶる-（2008年 - 2015年、結城リト / 梨斗、夕崎梨子） - 4シリーズ
- 隠の王（サラバ、生徒）
- 秘密 〜The Revelation〜（三枝梓）
- ポケットモンスター ダイヤモンド&パール（2008年 - 2010年、ユモミ、バク）
- まかでみ・WAっしょい!（メタリス、フェルミ）
- 魍魎の匣（二階堂寿美）
- ワールド・デストラクション 〜世界撲滅の六人〜（カイン）

2009年
- あにゃまる探偵 キルミンずぅ（牛島ケイコ）
- アラド戦記〜スラップアップパーティー〜（ロクシー）
- 狼と香辛料II（ディアナ）
- グイン・サーガ（アムネリス）
- 黒神 The Animation（城之内宙）
- クロスゲーム（小金沢みどり）
- 獣の奏者 エリン（チョク）
- 鋼殻のレギオス（女王アルシェイラ）
- こばと。（俊彦）
- シャングリ・ラ（レナ）
- とある魔術の禁書目録（2009年 - 2019年、シェリー＝クロムウェル） - 3シリーズ
- NARUTO -ナルト- 疾風伝（多由也）
- バトルスピリッツ 少年突破バシン（男子生徒A）
- PandoraHearts（リーオ）
- Phantom 〜Requiem for the Phantom〜（リズィ・ガーランド）
- WHITE ALBUM（緒方プロスタッフ）
- まりあ†ほりっく（2009年 - 2011年、円城寺綾乃） - 2シリーズ

2010年
- あそびにいくヨ!（サラ）
- 俺の妹がこんなに可愛いわけがない（2010年 - 2013年、高坂佳乃） - 3シリーズ
- スーパーロボット大戦OG -ジ・インスペクター-（アイビス・ダグラス）
- たまごっち!（2010年 - 2014年、おばさまっち、マダムっち、ねぇねっち、ぷっくっち、つよっち 他） - 3シリーズ
- ダンス イン ザ ヴァンパイアバンド（ネーラ、女子執行部員B、牙なし女B）
- ハートキャッチプリキュア!（上島さやか）
- ポケットモンスター ベストウイッシュ（2010年 - 2013年、シューティー、チャオブー、ズルッグ、リンダ、バッキー、アンジー 他） - 2シリーズ + 特別編
- メタルファイト ベイブレード（水地零士）
- れでぃ×ばと!（アンナ）

2011年
- 青の祓魔師（2011年 - 2025年、燐〈幼少〉） - 4シリーズ
- カードファイト!! ヴァンガード（2011年 - 2020年、矢作キョウ、謎の男、ジャンピング・ジル） - 8シリーズ
- ギルティクラウン（2011年 - 2012年、涯〈幼少期〉、緑川雅火）
- GOSICK -ゴシック-（ミルドレッド・アーボガスト）
- SKET DANCE（2011年 - 2012年、藤崎茜）
- 戦国乙女〜桃色パラドックス〜（服部ハンゾウ）
- ダンボール戦機（2011年 - 2013年、北島沙希、三影ミカ、目黒、オタシルバー、木場カゲト 他） - 3シリーズ
- 爆丸バトルブローラーズ ガンダリアンインベーダーズ（セイン）
- バトルスピリッツ ブレイヴ（ケイト）
- Fate/Zero（2011年 - 2012年、ナタリア・カミンスキー） - 2シリーズ
- フリージング（キム＝ユミ）
- マケン姫っ!（網緒組）
- 魔乳秘剣帖（胸杜桃葉〈おっぱい小僧〉）

2012年
- うぽって!!（PPK）
- クロスファイト ビーダマンeS（2012年 - 2013年、不知火ビャクガ）
- ココロコネクト（唯の母）
- 戦国コレクション（土方歳三）
- バトルスピリッツ 覇王（立花タメル）
- マギ（ザイナブ）

2013年
- 神さまのいない日曜日（アンナ）
- 境界の彼方（二ノ宮雫）
- 銀河機攻隊 マジェスティックプリンス（クロキ・アンジュ）
- 琴浦さん（月野亜紀）
- PSYCHO-PASS サイコパス（滝崎リナ）
- 進撃の巨人（2013年 - 2022年、ヒッチ・ドリス、子供） - 6シリーズ
- 幕末義人伝 浪漫（秀猿）
- Free!（2013年 - 2018年、松岡江、松岡凛〈小学生〉） - 3シリーズ
- みにヴぁん（2013年 - 2016年、矢作キョウ） - 2シリーズ
- よんでますよ、アザゼルさん。Z（江戸川乱子）
- ルパン三世 princess of the breeze 〜隠された空中都市〜（カーミラ）

2014年
- アイカツ!（KAYOKO）
- スペース☆ダンディ（クラッシャーガール）
- Z/X IGNITION（飛鳥の母、おばさん、子供A）
- ソウルイーターノット!（リズ・トンプソン）
- ディスク・ウォーズ:アベンジャーズ（マリア・ヒル）
- テラフォーマーズ（2014年 - 2016年、ジーナ・S・アシモフ） - 2シリーズ
- 東京レイヴンズ（土御門千鶴）
- ノブナガン（土偶）
- ハピネスチャージプリキュア!（卓真）
- ハマトラ（幼いバースデイ）
- 鬼灯の冷徹（2014年 - 2017年、提灯於岩） - 2シリーズ

2015年
- オーバーロード（2015年 - 2022年、森の賢王 / ハムスケ） - 4シリーズ
- クロスアンジュ 天使と竜の輪舞（ドクターゲッコー）
- 幸腹グラフィティ（渡辺さん）
- コンクリート・レボルティオ〜超人幻想〜（畑山早苗）
- 進撃!巨人中学校（ヒッチ・ドリス）
- 探偵歌劇 ミルキィホームズ TD（オスカー）
- ドラえもん（テレビ朝日版第2期）（ビル・マネー）
- ポケットモンスター XY（2015年 - 2016年、ヒロ、パキラ、アランのケンホロウ、バラのレパルダス） - 2シリーズ + 特別編
- 夜ノヤッターマン（所長）

2016年
- アクティヴレイド -機動強襲室第八係-（凡河内みほ、アナウンス）
- 少女たちは荒野を目指す（テルハの母）
- 食戟のソーマ 弐ノ皿（少年美作、高唯）
- スカーレッドライダーゼクス（岡崎フジミ）
- Dimension W（森永良子）
- パズドラクロス（2016年 - 2018年、ヘリオット）
- 僕のヒーローアカデミア（2016年 - 2024年、幼少・出久、ミッドナイト、耳郎の母〈耳郎美香〉、口田の母、女性記者） - 7シリーズ
- モブサイコ100（女性客）
- ReLIFE（海崎 母）

2017年
- タイムボカン24（巨峰の君）
- この素晴らしい世界に祝福を! シリーズ（2017年 - 2024年、アクシズ教徒、アクシズ教のおばちゃん、シルビア、予告の人） - 2シリーズ
- オトッペ（モータロン、マネスキー）
- かみさまみならい ヒミツのここたま（シネマル）
- ID-0（アナイ参謀）
- UQ HOLDER! 〜魔法先生ネギま!2〜（絡繰茶々丸）
- このはな綺譚（お菊）

2018年
- ハクメイとミコチ（先代のマスター）
- 斉木楠雄のΨ難（猛）
- 伊藤潤二『コレクション』（加奈子）
- 新幹線変形ロボ シンカリオン（2018年 - 2021年、スザク） - 2シリーズ
- Cutie Honey Universe（カッタークロー）
- 蒼天の拳 REGENESIS（葉子英） - 2シリーズ
- 火ノ丸相撲（2018年 - 2019年、潮恵子）
- ゴールデンカムイ（2018年 - 2022年、チカパシ） - 3シリーズ
- ガイコツ書店員 本田さん（ほほえみ番長）
- メルクストーリア -無気力少年と瓶の中の少女-（靴屋のおばさん）
- 聖闘士星矢 セインティア翔（2018年 - 2019年、シナト）

2019年
- 異世界かるてっと（2019年 - 2020年、ハムスケ） - 2シリーズ
- ダンジョンに出会いを求めるのは間違っているだろうか シリーズ（2019年 - 2025年、アイシャ・ベルカ） - 5シリーズ
- おしりたんてい（2019年 - 2023年、クレオパ）
- かいじゅうステップ ワンダバダ（2019年 - 2020年、ゴモちゃん、ギャンゴ像）
- アズールレーン（日向）

2020年
- プリンセスコネクト!Re:Dive（2020年 - 2022年、ヤスコ） - 2シリーズ
- ド級編隊エグゼロス（ゲンム蟲）
- 犬と猫どっちも飼ってると毎日たのしい（2020年 - 2021年、幸せそうな人、運転手の猫くん、怯えている犬たち、主婦B、ポチを呼ぶ人たち 他）
- ヒーリングっど♥プリキュア（ケダリー）
- ふしぎ駄菓子屋 銭天堂（2020年 - 2024年、母、おと、風祭）
- 魔女の旅々（セレナの母）

2021年
- トロピカル〜ジュ!プリキュア（2021年 - 2022年、ヌメリー）
- パズドラ（2021年 - 2024年、葉梨麻寿代、ゴマタレ）
- SHAMAN KING（阿弥陀丸〈少年〉）
- もっと!まじめにふまじめ かいけつゾロリ（おばあさん）
- SDガンダムワールド ヒーローズ（アン・ボニータ、子アプサラス）
- 異世界食堂2（イルゼガント）
- ワッチャプリマジ!（2021年 - 2022年、フェニックス）

2022年
- 処刑少女の生きる道（シシリア）
- ニンジャラ（2022年 - 2023年、ガム美、ココット）
- 真・一騎当千（呂布奉先）
- Engage Kiss（夕桐アキノ）
- うたわれるもの 二人の白皇（ドリィ / グラァ）
- ジョジョの奇妙な冒険 ストーンオーシャン（グロリア・コステロ）
- 機動戦士ガンダム 水星の魔女（2022年 - 2023年、フェン・ジュン） - 2シリーズ
- 不滅のあなたへ（2022年 - 2023年、トド〈アイリス〉）
- アキバ冥途戦争（袋鼠役員）

2023年
- アルスの巨獣（勝クウミ）
- 東京リベンジャーズ（花垣武道〈小学生〉） - 2シリーズ
- デジモンゴーストゲーム（ラフレシモン）

2024年
- 治癒魔法の間違った使い方（ブルリン）
- メタリックルージュ（来訪者1）
- 狼と香辛料 MERCHANT MEETS THE WISE WOLF（ディアン・ルーベンス）
- グレンダイザーU（レディガンダル）
- 殿と犬（2024年 - 2025年、タマ、たろう） - 4バージョン共通

2025年
- 異修羅（裂震のベルガ）
- 黒執事 -緑の魔女編-（ヒルデ・ディックハウト）
- ヴィジランテ-僕のヒーローアカデミア ILLEGALS-（ミッドナイト）
- 強くてニューサーガ（レイラ）
- New PANTY & STOCKING with GARTERBELT（ニーソックス）
- 宇宙人ムームー（子安）
- サイレント・ウィッチ 沈黙の魔女の隠しごと（ミネルヴァ生徒）

### 劇場アニメ
2004年
- イノセンス

2006年
- クレヨンしんちゃん 伝説を呼ぶ 踊れ!アミーゴ!（ジャッキー）

2008年
- HELLS ANGELS（マミーラ、ルカ）

2011年
- 劇場版ポケットモンスター ベストウイッシュ ビクティニと黒き英雄 ゼクロム・白き英雄 レシラム（ズルッグ）
- 鉄拳 BLOOD VENGEANCE（アンナ・ウィリアムズ）
- 劇場版 魔法先生ネギま! ANIME FINAL（絡繰茶々丸）

2012年
- 劇場版ポケットモンスター ベストウイッシュ キュレムVS聖剣士 ケルディオ（ズルッグ）
- メロエッタのキラキラリサイタル（ズルッグ）
- 劇場版イナズマイレブンGO vs ダンボール戦機W（フラン母）
- 青の祓魔師 ―劇場版―（幼い燐）

2013年
- 劇場版ポケットモンスター ベストウイッシュ 神速のゲノセクト ミュウツー覚醒（氷ゲノセクト）
- ピカチュウとイーブイ☆フレンズ（グレイシア）

2014年
- 劇場版 カードファイト!! ヴァンガード ネオンメサイア（矢作キョウ）

2015年
- 劇場版 境界の彼方 -I'LL BE HERE-（二ノ宮雫） - 2部作
- ハーモニー（ガブリエル・エーディン）
- Free! シリーズ（2015年 - 2017年、松岡凛〈小学生〉、松岡江） - 4作品

2016年
- ゼーガペインADP（メイイェン）
- 劇場版マジェスティックプリンス 覚醒の遺伝子（クロキ・アンジュ）

2017年
- 劇場版 魔法科高校の劣等生 星を呼ぶ少女（竹内なずな）
- コードギアス 反逆のルルーシュ I - III（2017年 - 2018年、ヴィレッタ・ヌゥ、スザク〈幼少期〉） - 3部作

2019年
- コードギアス 復活のルルーシュ（ヴィレッタ・ヌゥ）
- 映画ドラえもん のび太の月面探査記（ノビット、ゴダール博士の妻）
- 映画 この素晴らしい世界に祝福を!紅伝説（シルビア）
- 劇場版 新幹線変形ロボ シンカリオン 未来からきた神速のALFA-X（スザク）

2021年
- ARIA The CREPUSCOLO（まぁ社長、アザミ・ロレイン）
- 劇場版オトッペ パパ ・ドント・クライ（モータロン、マネスキー）
- ARIA The BENEDIZIONE（まぁ社長、アルバート・ピット）
- 映画 トロピカル〜ジュ!プリキュア 雪のプリンセスと奇跡の指輪!（ヌメリー）

2023年
- 劇場版 シルバニアファミリー フレアからのおくりもの（ココ・チョコレート）

2024年
- 僕のヒーローアカデミア THE MOVIE ユアネクスト（幼少期・出久）
- ゼーガペインSTA（メイイェン）

### OVA
2002年
- こすぷれCOMPLEX（ジェニー・マテル）

2003年
- エイケン（三船伝助）

2004年
- おジャ魔女どれみナ・イ・ショ（スザンヌ）
- カレイドスター 新たなる翼 -EXTRA STAGE-「笑わない すごい お姫様」（アンナ・ハート）
- くじびきアンバランス（麻緒梨）
- ストラトス・フォー アドヴァンス（立花美麗）

2005年
- カレイドスター Legend of phoenix 〜レイラ・ハミルトン物語〜（アンナ・ハート）
- 撲殺天使ドクロちゃん（三塚井ザクロ）

2006年
- アンパンマンとはじめよう! わかるかな いろ・かたち（黄オバケ）
- カレイドスター ぐっどだよ!ぐぅーっど!（アンナ・ハート）
- トップをねらえ2!（オペレーター）
- ネギま!? 春スペシャル!? / 夏スペシャル!?（絡繰茶々丸）

2007年
- ARIA The OVA 〜ARIETTA〜（アルバート・ピット）
- 撲殺天使ドクロちゃん2（三塚井ザクロ）

2008年
- 舞-乙HiME 0〜S.ifr〜（イルマ・バンデベルド）
- 魔法先生ネギま! OADシリーズ（2008年 - 2010年、絡繰茶々丸） - 2シリーズ

2009年
- OVA うたわれるもの（ドリィ、グラァ）
- 灼眼のシャナS（“夢幻の冠帯”ティアマトー）
- 少女ファイト（延友厚子）
- To LOVEる -とらぶる- OVA（結城リト / リコ）※コミックス第13巻 - 第18巻限定版に付属

2010年
- こえでおしごと!（青柳弥生）

2011年
- あそびにいくヨ! おーぶいえーであそびきにました!! OVAすぺしゃる（サラ）
- カーニバル・ファンタズム（リーズバイフェ・ストリンドヴァリ、観光宇宙人系怪人「ポイズン☆ユリィ」）
- SUPERNATURAL: THE ANIMATION（リサ）
- 聖闘士星矢 THE LOST CANVAS 冥王神話（マニゴルド〈少年時代〉）
- ピカチュウのサマー・ブリッジ・ストーリー（バルジーナ）
- 姫ギャル♥パラダイス（美神とちおとめ）

2012年
- To LOVEる -とらぶる- ダークネス（2012年 - 2016年、結城リト） - コミックス第5・6・8・9・12・13・15 - 17巻限定版に付
- コードギアス 反逆のルルーシュ ナナリーinワンダーランド（ヴィレッタ・ヌゥ）
- 名探偵コナン えくすかりばあの奇跡（ケンタ）

2015年
- 機動戦士ガンダム THE ORIGIN（2015年 - 2018年、キシリア・ザビ） - 2019年に再編集作品『THE ORIGIN 前夜 赤い彗星』テレビ放送

### Webアニメ
- リーンの翼（2005年、キキ・アッテル）
- Starry☆Sky（2010年、不知火一樹〈幼少期〉）
- ゆとりちゃん（2010年、団華院れいこ）
- 俺の妹がこんなに可愛いわけがない TRUE ROUTE（2011年、高坂佳乃）
- 爆丸アーマードアライアンス（2020年、ゼラス）
- ぶらどらぶ（2020年、Nurses）
- 銀魂 THE SEMI-FINAL 真選組篇（2021年、陸奥）
- 爆丸ジオガンライジング（2021年 - 2022年、ピンチタウラー[79]）
- スター・ウォーズ: ビジョンズ
  - The Duel（2021年、野盗のボス[80]）
- 爆丸エボリューションズ（2023年、ピンチタウラー）

### ゲーム
2001年
- ゴエモン 新世代襲名!（ムサシ）

2002年
- アイドル雀士R 雀ぐる★プロジェクト（村島真琴、マコッチ）

2003年
- 北へ。〜Diamond Dust〜（原田明理）
- 第2次スーパーロボット大戦α（アイビス・ダグラス）
- ファイナルファンタジーX-2（シンラ）

2004年
- アカイイト（千羽烏月）
- サモンナイト クラフトソード物語2（エッジ・コルトハーツ）
- 神魂合体ゴーダンナー!!（笹暮小波）
- SIMPLE2000シリーズ Ultimate Vol.17 対戦! 爆弾ポイポイ（佐倉七瀬、草壁澄子）
- テイルズ オブ リバース（マオ）

2005年
- キノの旅II -the Beautiful World-（師匠）
- ゲームになったよ!ドクロちゃん〜健康診断大作戦〜（三塚井ザクロ）
- スペクトラルフォース クロニクル（リトルスノー）
- そして僕らは、…and he said（佐倉遙）
- 第3次スーパーロボット大戦α 終焉の銀河へ（アイビス・ダグラス）
- 天外魔境III NAMIDA（ヒミコ）
- NARUTO -ナルト- 激闘忍者大戦!4（多由也）
- NARUTO -ナルト- ナルティメットヒーロー3（多由也）
- マビノ×スタイル（アキラ・A・真柴）
- 魔法先生ネギま! 1時間目 お子ちゃま先生は魔法使い!（絡繰茶々丸）
- 魔法先生ネギま! 2時間目 戦う乙女たち! 麻帆良大運動会SP!（絡繰茶々丸）

2006年
- ARIA The NATURAL 〜遠い記憶のミラージュ〜（アルバート・ピット、まぁ社長）
- うたわれるもの 散りゆく者への子守唄（ドリィ、グラァ、ハウエンクア）
- カドゥケウスZ 2つの超執刀（ミラ・キミシマ）
- ガンパレード・オーケストラ 緑の章 〜狼と彼の少年〜（結城火焔）
- 機動戦士ガンダム クライマックスU.C.（二代目主人公女B）
- 灼眼のシャナ（ティアマトー）PS2版
- true tears（百瀬真子）
- ネギま!? 超 麻帆良大戦 かっとイ〜ン☆契約執行でちゃいますぅ（絡繰茶々丸）
- ネギま!? 3時間目 恋と魔法と世界樹伝説!（絡繰茶々丸）
- レッスルエンジェルス サバイバー（サンダー龍子、ミシェール滝）

2007年
- アブソリュート ブレイジングインフィニティ（リトルスノー）
- アルトネリコ2 世界に響く少女たちの創造詩（零音節・洛螺/ソニア・レー・ラクーア）
- 一騎当千 Shining Dragon（呂布奉先）
- エンジェル・プロファイル（ユリア）
- スーパーロボット大戦OG ORIGINAL GENERATIONS（アイビス・ダグラス）
- スーパーロボット大戦OG外伝（アイビス・ダグラス）
- チョコボの不思議なダンジョン 時忘れの迷宮（謎の黒魔道士）

2008年
- ARIA The ORIGINATION 〜蒼い惑星のエルシエロ〜（アルバート・ピット、まぁ社長）
- インフィニット アンディスカバリー（トウマ、ジーナ）
- クレヨンしんちゃん 嵐を呼ぶ シネマランド カチンコガチンコ大活劇!
- コードギアス 反逆のルルーシュ LOST COLORS（ヴィレッタ・ヌゥ）
- シドとチョコボの不思議なダンジョン 時忘れの迷宮DS+（謎の黒魔道士）
- ストリートファイターIV（ローズ）
- ソウルイーター モノトーン プリンセス（リズ・トンプソン）
- チョコボと魔法の絵本 魔女と少女と5人の勇者（クロマ）
- true tears 〜トゥルーティアーズ〜（百瀬真子）
- MELTY BLOOD Actress Again（リーズバイフェ・ストリンドヴァリ）
- レッスルエンジェルス サバイバー2（サンダー龍子、ミシェール滝）
- To LOVEる -とらぶる- ワクワク! 林間学校編（結城リト）
- To LOVEる -とらぶる- ドキドキ! 臨海学校編（結城リト）

2009年
- アサシン クリード II（レベッカ・クレイン）
- ソウルイーター バトルレゾナンス（リズ・トンプソン）
- テイルズ オブ ザ ワールド レディアント マイソロジー2（マオ）
- テイルズ オブ バーサス（マオ）
- リーナのアトリエ 〜シュトラールの錬金術士〜（ヘレンローゼ・スパダ）

2010年
- アサシン クリード ブラザーフッド（レベッカ・クレイン）
- ソウルイーター バトルレゾナンス（リズ・トンプソン）
- サモンナイトグランテーゼ 滅びの剣と約束の騎士（ペールディ）
- スーパーストリートファイターIV（ローズ）
- スーパーストリートファイターIV アーケードエディション（ローズ）
- ゼノブレイド（カルナ）
- HOSPITAL. 6人の医師（ミラ・キミシマ）
- メタルファイト ベイブレード 爆神スサノオ襲来!（水地零士）
- メタルファイト ベイブレード ポータブル 超絶転生!バルカンホルセウス（水地零士）
- メタルファイト ベイブレード 頂上決戦!ビッグバン・ブレーダーズ（水地零士）

2011年
- アサシン クリード リベレーション（レベッカ・クレイン）
- 俺の妹がこんなに可愛いわけがない ポータブル（高坂佳乃）
- 第2次スーパーロボット大戦Z 破界篇（ヴィレッタ・ヌゥ）
- テイルズ オブ ザ ワールド レディアント マイソロジー3（マオ）
- デビルサバイバー オーバークロック（ショウジ / 東海林）
- ポケパーク2 〜Beyond the World〜

2012年
- アサシン クリード III（レベッカ・クレイン）
- 俺の妹がこんなに可愛いわけがない ポータブルが続くわけがない（高坂佳乃）
- ギルティクラウン ロストクリスマス（トリトン〈恙神涯〉）
- 第2次スーパーロボット大戦OG（アイビス・ダグラス）
- NARUTO -ナルト- 疾風伝 ナルティメットストームジェネレーション（多由也）
- ヒーローズファンタジア（タルル上等兵）
- 姫ギャル♥パラダイス メチカワ! アゲ盛り↑センセーション!（美神とちおとめ）
- Phantom -PHANTOM OF INFERNO-（Xbox 360版）（リズィ・ガーランド）
- ロリポップチェーンソー（マリスカ）

2013年
- アサシン クリード IV ブラック フラッグ（レベッカ・クレイン）
- 鬼武者Soul（ローズ）
- 俺の妹がこんなに可愛いわけがない。HappyenD（高坂佳乃）
- カードファイト!! ヴァンガード ライド トゥ ビクトリー!!（矢作キョウ）
- 銀魂のすごろく（陸奥）
- スーパーロボット大戦OG INFINITE BATTLE（アイビス・ダグラス）
- スーパーロボット大戦UX（キキ・アッテル）
- ダンボール戦機ウォーズ（二宮フウ、木場カゲト）
- マギ はじまりの迷宮（ザイナブ）

2014年
- ウルトラストリートファイターIV（ローズ）
- クレヨンしんちゃん 嵐を呼ぶ カスカベ映画スターズ!（ジャッキー）
- To LOVEる -とらぶる- ダークネス バトルエクスタシー（結城リト、リコ）
- NARUTO -ナルト- 疾風伝 ナルティメットストームレボリューション（多由也）

2015年
- Goes!（神野京一郎）
- ジョジョの奇妙な冒険 アイズオブヘブン（ミュッチャー・ミューラー）
- To LOVEる -とらぶる- ダークネス トゥループリンセス（結城リト）
- 百華夜光（櫛菜太夫）
- ゼノブレイドクロス（ガ・ボウ）

2016年
- アイカツ! フォトonステージ!!（KAYOKO）
- カードファイト!! ヴァンガードG ストライド トゥ ビクトリー!!（矢作キョウ）
- 進撃の巨人（ヒッチ・ドリス）
- スーパーロボット大戦OG ムーン・デュエラーズ（アイビス・ダグラス）

2017年
- ダンまち -クロス・イストリア-（アイシャ・ベルカ）
- Horizon Zero Dawn: 凍てついた大地（オーリア）

2018年
- 銀魂乱舞（陸奥）
- アズールレーン（日向）
- グラフィティスマッシュ（ディアナ）
- ネギマテ UQ HOLDER! 〜魔法先生ネギま!2〜（絡繰茶々丸）
- 進撃の巨人2（ヒッチ・ドリス）
- 放置少女〜百花繚乱の萌姫たち〜（呂布奉先）

2019年
- シノビマスター 閃乱カグラ NEW LINK（呂布）
- とある魔術の禁書目録 幻想収束（シェリー＝クロムウェル）
- ドラゴンクエスト ライバルズ（賢者ルシェンダ）
- テイルズ オブ ザ レイズ（マオ）
- ヴァンガード ZERO（矢作キョウ）
- グランブルーファンタジー（2019年 - 2021年、セルカ / レホス）

2020年
- 共闘ことばRPG コトダマン（2020年 - 2023年、スザク、アイシャ・ベルカ、ハムスケ）
- 一騎当千 エクストラバースト（呂布奉先）
- ゼノブレイド ディフィニティブ・エディション（カルナ）
- ドラゴンクエストX いばらの巫女と滅びの神 オンライン（賢者ルシェンダ）
- The Last of Us Part II（ノラ）
- うたわれるもの斬2（ドリィ、グラァ）
- ノー・ストレート・ロード（ミア）
- ファイアーエムブレム ヒーローズ（2020年 - 2025年、チェイニー、ミランダ、デュー）
- WAR OF THE VISIONS ファイナルファンタジー ブレイブエクスヴィアス 幻影戦争（マルグリット）

2021年
- コードギアス Genesic Re;CODE（ヴィレッタ・ヌゥ）
- スーパーロボット大戦30（2021年 - 2022年、クロキ・アンジュ）

2022年
- コードギアス 反逆のルルーシュ ロストストーリーズ（2022年 - 2024年、ヴィレッタ・ヌゥ / 千草）
- ゼノブレイド3（2022年 - 2023年、モニカ、パナセア）
- ドラゴンクエストX 天星の英雄たち オンライン（賢者ルシェンダ）

2023年
- 僕のヒーローアカデミア ULTRA IMPACT（ミッドナイト）
- ドラゴンクエストX 眠れる勇者と導きの盟友 オフライン（賢者ルシェンダ）
- ダンジョンに出会いを求めるのは間違っているだろうか バトル・クロニクル（アイシャ・ベルカ）

2024年
- ポケモンマスターズEX（カケル）
- ドラゴンクエストX 未来への扉とまどろみの少女 オンライン（賢者ルシェンダ）
- スーパーロボット大戦Y（クロキ・アンジュ）
- 聖剣伝説 VISIONS of MANA（ゼーブル・ファー）

### ドラマCD
- アイドルマスター XENOGLOSSIA オリジナルドラマ vol.1『週間十六夜寮』（親子、CMソング）
- ドラマCD アカイイト「京洛降魔」（千羽烏月）
- ドラマCD あそびにいくヨ!2（ジェンス）
- ドラマCD 成恵の世界（八木はじめ）
- SONIC GUM ラジオスペシャル あまえないでよっ!!ラジオCD ※ワニブックスWeb通販限定
- うたわれるもの オリジナルドラマ（ドリィ、グラァ）
  - 〜トゥスクルの皇后〜
  - 〜トゥスクルの内乱〜
  - 〜トゥスクルの財宝〜
- ドラマCD EREMENTAR GERAD The original（フェリス・コンコル）
- 陰陽大戦記 スペシャルサウンドトラック 虎の巻（雷火のフサノシン）
- ドラマCD ぎゃるかん（水原尚子）
- ドラマCD ゲノム（ダクエル）
- 鍵盤詩集〜プレリュード〜（track9「ゴリラのジジ」 朗読）
- Goes!ドラマCD〜七不思議と四月の魚〜（神野京一郎）
- ドラマCD ことのはの巫女とことだまの魔女と マドリガル・ハロウィン（鈴代五十鈴）
- コードギアス 反逆のルルーシュ Sound Episodeシリーズ（枢木スザク〈少年時代〉、ヴィレッタ・ヌゥ）
- HCD 執事様のお気に入り2（花園響）
- ドラマCD JADE（紅）
- 灼眼のシャナII -Second- アニメージュスペシャルドラマCD「迷子の迷子のゆうじ君」（“夢幻の冠帯”ティアマトー）
- ドラマCD 少女ファイト（延友厚子）※コミックス第5巻 特装版付属CD
- 神魂合体ゴーダンナー!! ドラマCD 第一、二巻（笹暮小波）
- スーパーロボット大戦 ORIGINAL GENERATION THE SOUND CINEMA VOL.1〜3（アイビス・ダグラス）
- ドラマCD STEAL YOUR LOVE（リカコ）
- ドラマCD 絶対彼氏。 フィギュアなDARLING 2（村上ユキ）
- ソウルイーター キャラクターソング(3)
  - それが僕らの道しるべ（デス・ザ・キッド〈宮野真守〉、リズ・トンプソン、パティ・トンプソン〈高平成美〉）
- ドラマCD TYPE-MOONエースVOL.3付録 MELTY BLOOD 路地裏ピラミッドナイト（リーズバイフェ・ストリンドヴァリ）
- ドラマCD ダンス ウィズ ザ ヴァンパイアメイド CDすぺしゃる（ネーラ）
- ドラマCD To LOVEる -とらぶる-（結城リト〈梨斗〉）
- 隠の王 ドラマCD 『夏休み、別荘地盗難事件編』（サラバ）
- ドラマCD 獏-BAKU-（アルメン）
- ドラマCD はやて×ブレード（朱炎雪）
- 爆裂天使 SUIT CD“爆”Jo-17（ジョウ）
- ドラマCD BEAST of EAST 異聞・東方眩暈録（女官）
- ドラマCD PINKY:SHOW TIME #001 - #002（PK009 レイナ）
- ドラマCD ホイップノート（一ノ蔵桜太）
- ドラマCD ボーグル（葉室明日香）
- ホットギミック ドラマCD（成田茜）
- 本好きの下剋上 ドラマCD5（ヒルシュール、フラウレルム）
- BLCD ほんと野獣2（上田夏生）
  - ドラマCD 魔法先生ネギま! 〜白き翼 ALA ALBA〜言っておきたい事がある!
  - 1000%BOX
  - うたのCD2
  - ベストアルバム 他多数
- ドラマCD やえかのカルテ（市村珠貴）
- ドラマCD 恋愛ラボ（水嶋沙依理）

### 吹き替え

#### 担当女優
クリステン・リッター
- ソニック×シャドウ TOKYO MISSION（ロックウェル）
- ナイトブック（ナターシャ）
- 23号室の小悪魔（クロエ）
- マーベル・シネマティック・ユニバース（ジェシカ・ジョーンズ）
  - Marvel ジェシカ・ジョーンズ
  - Marvel ザ・ディフェンダーズ

#### 映画
- アイス・プリンセス（ゾーイ）
- アイズ ワイド シャット（ミリチの娘〈リーリー・ソビエスキー〉）
- あと1センチの恋（ルビー〈ジェイミー・ウィンストン〉）
- アナベル 死霊人形の誕生（シャーロット〈ステファニー・シグマン〉）
- アメリカン・パイ in バンド合宿（クロエ）
- イングリッド -ネットストーカーの女-（イングリッド〈オーブリー・プラザ〉[109]）
- インビテーション（キーラ〈エマヤツィ・コーリナルディ〉）
- ヴァチカンのエクソシスト（ジュリア〈アレックス・エッソー〉[110]）
- オースティン・パワーズ ゴールドメンバー（フクユ〈キャリー・アン・イナバ〉）
- カラーパープル（セリー〈ファンテイジア・バリーノ〉[111]）
- クロッシング（キム・ヨンハ）
- ザ・ヒル（英語版）（サブリナ）
- JUNO/ジュノ（リア〈オリヴィア・サールビー〉）
- ジュラシック・クロコダイル 怒りのデス・アイランド（ジェイド〈キャサリン・バレル〉）
- シンデレラ（シンデレラ〈カミラ・カベロ〉[112]）
- スパイ・コード 殺しのナンバー（キャサリン〈マリン・アッカーマン〉）
- タイラー・レイク -命の奪還-2（ケテヴァン〈ティナティン・ダラキシュヴィリ〉[113]）
- デス・プルーフ in グラインドハウス（アーリーン〈ヴァネッサ・フェルリト〉）
- デッド・メアリー 鮮血浴（英語版）（キム〈ドミニク・スウェイン〉）
- ドライブ・アングリー3D（パイパー〈アンバー・ハード〉）
- パージなナイト ブラックさん家の史上最悪の12時間（ロレーナ〈ズライ・エナオ〉）
- バスティオン36（アナ・ルヴァスール）
- パティ・ケイク$（パティ〈ダニエル・マクドナルド〉）
- ピンチ・シッター（スレイター・ペデューラ〈マックス・レコーズ〉）
- BULLY ブリー（アリ・ウィリス〈ビジュー・フィリップス〉）
- プリティ・イン・ピンク/恋人たちの街角（アンディ・ウォルシュ〈モリー・リングウォルド〉）
- ホンモノの気持ち（ゾーイ〈レア・セドゥ〉）
- マーベルズ（タリア〈レイラ・ファーザド〉[114]）
- 誘惑の接吻（英語版）（モーリー・ピアース〈ミーシャ・バートン〉）
- ロスト・イン・スペース（ペニー・ロビンソン〈レイシー・シャベール〉）※日本テレビ版
- ロマンティックじゃない?（ホイットニー〈ベティ・ギルピン〉）

#### ドラマ
- イーヴィル: 超常現象捜査ファイル（クリステン〈カーチャ・ヘルダース〉[115]）
- NCIS: ニューオーリンズ シーズン2 #23
- オンコール（トレイシー・ハーモン巡査〈トローヤン・ベリサリオ〉）
- glee/グリー（ベッキー・ジャクソン〈ローレン・ポッター〉、ハグベリ）
- グレイズ・アナトミー3 #13
- THE BAY 〜空白の一夜〜（リサ・アームストロング巡査部長〈モーヴェン・クリスティ〉[116]）
- シリアルキラーの妻（エッジワース〈アンジェラ・グリフィン〉[117]）
- スポットライト #2, #5 - #15（オム・セヒ）
- ZeroZeroZero 宿命の麻薬航路（エマ・リンウッド〈アンドレア・ライズボロー〉[118]）
- セックス/ライフ
- Titans/タイタンズ（コマンダー / ブラックファイヤー〈ダマリス・ルイス〉）
- となりの美男（担当者〈キム・スルギ〉）
- トレマーでの最後の夜に（ジュディ〈アナ・ポルボローサ〉）
- メモリアル病院の5日間（アンナ・ポー〈ヴェラ・ファーミガ〉）
- パワーレンジャー・ミスティックフォース（ヴィダ・ロッカ / ピンクレンジャー〈アンジー・ディアス〉）
- ブレイクアウト・キング（エリカ〈セリンダ・スワン〉）
- 緑の丘のブルーノ（ブリジット）
- 私はラブ・リーガル2 #6（ティナ・オーランド〈マッケンジー・モージー〉）
- ザ・リクルート （ドーン・ギルベイン〈エンジェル・パーカー〉）

#### アニメ
- アクアキッズ（アミ）
- キム・ポッシブル（モニーク・ワトソン）
- クリーピー（クリーピー）
- 氷の国のスイフティ 北極危機一髪!（マグダ）
- スター・ウォーズ: ビジョンズ（野盗のボス）
- スティーブン・ユニバース（ステボニー）
- スパイダーマン:スパイダーバース（オリヴィア・オクタヴィアス / ドクター・オクトパス）
- スパイダーマン:アクロス・ザ・スパイダーバース（オリヴィア・オクタヴィアス / ドクター・オクトパス）
- トランスフォーマー アーススパーク（クロフト[119]）
- 長ぐつをはいたネコと9つの命（ママ・ルーナ[120]）
- プリンセス ユニキャット（フォックス博士[121]）
- ブンブン・マギー（マギー・ペスキー）
- マイリトルポニー〜トモダチは魔法〜（ギルダ）
- リサとガスパール（リサのママ、シャルル）
- 悪魔城ドラキュラ -キャッスルヴァニア-（ザンフィア）
- 転生宗主の覇道譚 〜すべてを呑み込むサカナと這い上がる〜（2025年、月彤〈ユエ･トン〉[122][初出 13]、だんま君[初出 16]）

### テレビドラマ
- ドラマ愛の詩 ズッコケ三人組（奥田タエ子）
- ドラマ家族模様 晴れ着ここ一番（若い店員）

### 実写
- 年忘れ番宣部長SP〜 今宵、私は宴会部長2009（AT-X） - 2009年12月20日、ゲスト
- 番宣部長（AT-X） - フィラー番組、2010年2月度MC
- 魔法先生ネギま! 麻帆良学園中等部2-A：一学期特典DVD 麻帆良学園中等部2-A：入学式
  - 魔法先生ネギま! 麻帆良学園中等部2-A：ホームルーム
  - 魔法先生ネギま! 大麻帆良祭
  - ネギま!? Princess Festival
- テイルズ オブ フェスティバル 2008

### 特撮
- トミカヒーロー レスキューファイアー（三幹部チュウカエンの声）

### ラジオ
- 今夜もはてぃはてぃ（文化放送）
- 爆天ラジオ（音泉）
- ラジオTo LOVEる-とらぶる-〜明乃・紗友里の彩南高校放送部〜（アニメイトTV）

ラジオドラマ・オーディオドラマ
- 誰も死なない（京都小夏）

### ラジオCD
- ラジオCD「立ち上がれ!僕らのヴァンガード」Vol.8（録りおろし特別版ゲスト）[123]

### 音楽CD
- ゆとりちゃん 主題歌CD 「ゆとりのゆとり」（団華院れいこ）
- 魔法先生ネギま!（絡繰茶々丸）
  - 出席番号のうた
  - ハッピー☆マテリアル
  - 輝く君へ（全員ver）
  - 闇の福音&ドール
  - おしえてほしいぞぉ、師匠
  - 1000%BОX
  - ネギま!?うたのCD①
  - ネギま!?ベストアルバム
  - ハッピー☆マテリアルリターン
  - 桜風に約束を－旅立ちの歌－
- To LOVEる -とらぶる-（結城リト）
  - To LOVEる -とらぶる- Variety CD
  - To LOVEる -とらぶる- キャラクターソング集
- 桃華月憚 桃華月憚 華奏楽集（つばめ）
- 同人CD「SPARKING!!」
  - ニコニコ動画で人気歌い手『やまだん』のコミケ限定CD。7曲目「剣（つるぎ）手に取れ」をやまだんと共に歌っている（ちびらりとして）

### CM
- ショウワノート ジャポニカ学習帳（ナレーション）
- ショウワノート わくわく新学期シリーズ（ナレーション）
- ドワンゴ アニメロミックス（絡繰茶々丸）

### パチンコ・パチスロ
- CR魔法先生ネギま!（2017年、絡繰茶々丸[124]）
- ゼーガペイン2（2022年、メイイェン[125]）

### その他コンテンツ
- ことのはの巫女とことだまの魔女と 限定版 封入ドラマCD（鈴代五十鈴）
- 魔法先生ネギま! オフィシャルファンブック「ネギパ!」Vol.3 キャストインタビュー
- CHIBI-RARI ヴォーカル
- 宝くじ店頭ナレーション
- ノベルアプリ『RENT HEAD』（蜜原沙羅[126]）